# NorNed
NorNed — подводный высоковольтный силовой кабель постоянного тока 580-километров (360 миль) длиной между Федой в Норвегии и морским портом Эмсхавен (Eemshaven) в Нидерландах, который соединяет электрические сети обеих стран. Когда-то это был самый длинный подводный силовой кабель в мире. Изначальный бюджет составлял 550 € млн. и, к завершению, составил 600 млн евро; кабель NorNed представляет собой биполярный канал постоянного тока высокого напряжения с напряжением ± 450 кВ и мощностью 700 МВт. NorNed — это совместный проект норвежского оператора системы передачи данных Statnett и его голландского партнера TenneT. Сама кабельная система и две преобразовательные подстанции были произведены компанией ABB.

## История
Установка первых секций началась в начале 2006 года, а последняя секция была заложена к концу 2007 года. На голландском берегу компания TenneT подключила кабель к сети 380 кВ Голландской высоковольтной сети. В Feda Statnett сделал то же самое для 300 кВ Норвежской сети электропередач. Коммерческая эксплуатация началась 5 мая 2008 года с аукциона мощности. Первая коммерческая передача электроэнергии произошла 6 мая 2008 г.
После двух месяцев эксплуатации, выручка от кабеля составила около 50 миллионов евро. В экономическом обосновании, составленном для кабеля NorNed, годовая выручка оценивалась в 64 миллиона евро.
NorNed был включен в операционную систему European Market Coupling Company с 12 января 2011 года. Внутренняя сеть в Норвегии иногда не может обеспечить достаточную мощность для NorNed и Cross-Skagerrak, и тогда пропускная способность этих кабелей искусственно ограничивается.
В 2011 г. произошел сбой в кабеле, в результате которого он не работал 7 недель.

## Технология
Несмотря на то, что она классифицируется как «биполярная» схема HVDC, схема NorNed необычна для схемы HVDC с линейной коммутацией (на основе тиристоров), поскольку на каждом конце схемы имеется только один 12-импульсный преобразователь, заземленный в средней точке в Eemshaven. В системах HVDC на основе преобразователя напряжения такая компоновка с двумя высоковольтными кабелями с одинаковым и противоположным напряжением, но только с одним преобразователем на каждом конце, называется симметричным монополем.
Следовательно, при постоянном напряжении ± 450 кВ, преобразователь для проекта NorNed имеет номинальное напряжение постоянного тока между клеммами 900 кВ, что делает его (по состоянию на 2012 год) самым высоким номинальным напряжением среди преобразователей HVDC в мире. Соединение имеет потери 4,2 % (эффективность 95,8 %).

## Окончания
| Сайт                          | Координаты                     |
| ----------------------------- | ------------------------------ |
| Конвертерная станция Эмсхафен | 53°26′04″ с. ш. 6°51′57″ в. д. |
| Конвертерная станция Feda     | 58°16′58″ с. ш. 6°51′55″ в. д. |

## Торговый механизм
NorNed — это первая линия электропередачи между системой передачи электроэнергии в Северной Европе Nordel и континентом, который планируется открыть для рынка электроэнергии. Предполагается, что основная торговля по этой ссылке будет торговлей на спотовом рынке на один день вперед, основанной на разнице цен между рынками. Несмотря на довольно равные средние цены на спотовом рынке, почасовые различия в большинстве случаев весьма значительны. Способ компенсации за обмен электроэнергией должен был быть согласован, а прямой чистый доход от торговли должен быть разделен 50/50 между TenneT и Statnett.